# الینوار
الینوار یک آلیاژ نیکل- آهن- کروم است که به دلیل داشتن مدول الاستیسیته که با تغییرات دما تغییر چندانی نمی‌کند، قابل توجه است. تمام فلزاتی که تاکنون شناسایی شده‌اند، در برابر گرما خاصیت سفتی خود را از دست می‌دهند. هرچه دما افزایش یابد، فلز نیز نرم‌تر می‌شود. اما این فلز برخلاف حالت معمول عمل می‌کند. هرچه دما افزایش یابد، خاصیت سفتی این فلز تشدید می‌شود. آزمایشات نشان داده‌است که با افزایش دما تا حد ۷۲۷ درجه سانتی‌گراد، این فلز سفت‌تر می‌شود. سفت‌تر شدن فلز همراه با افزایش خاصیت فنری آن است که سبب می‌شود کارایی آن در صنعت افزایش یابد. تاکنون هیچ فلز دیگری با رفتار مشابه در صنعت شناخته نشده بود.
الینوار در اصل از ۵۲٪ آهن، ۳۶٪ نیکل و ۱۲٪ کروم تشکیل شده‌است. تقریباً غیر مغناطیسی است و در برابر خوردگی مقاوم است.
انواع دیگر آلیاژ الینوار عبارتند از
- آلیاژ فرومغناطیسی الینوار بر پایه آهن و کبالت
- آلیاژ الینوار ضد فرومغناطیسی مبتنی بر منگنز و کروم
- آلیاژ غیر مغناطیسی الینوار بر پایه پالادیوم

## آلیاژ با رفتار متفاوت
کمیت‌های متفاوتی در تعیین رفتار فلزات در شرایط مختلف نقش دارند. به عنوان مثال، الاستیسیته یک ماده میزان مقاومت آن در برابر تغییر شکل الاستیک – غیردائمی – را تحت تنش مشخص می‌کند. هرچه الاستیسیته یک ماده بیشتر باشد، میزان سفتی ماده نیز بیشتر است. پس می‌توان نتیجه گرفت که تغییر شکل آن دشوارتر است. دانشمندان تاکنون تصور می‌کردند که تمام فلزات با افزایش دما نرم می‌شوند و انبساط در اثر حرارت فرآیندی مشترک میان آن‌ها است، اما فلزی که به تازگی کشف شده‌است از این قانون پیروی نمی‌کند.
ساختار شیمیایی این فلز بسیار پیچیده و منحصربه‌فرد است. برخلاف سایر فلزات، الاستیسیته این فلز با افزایش دما، افزایش می‌یابد و آن را تبدیل به فلزی می‌کند که در دماهای بالا سخت‌تر تغییر شکل می‌دهد. نام علمی این آلیاژ «Co25Ni2550» یا آلیاژ «الینوار» است.

## خواص تجربی[۲]
وقتی این آلیاژ تا دمای حدودی ۷۲۶ درجه سانتی‌گراد گرم می‌شود، میزان سفتی آن هیچ تغییری نسبت به دمای معمول نمی‌کند. همچنین این فلز انبساط را در دمای مذکور تجربه می‌کند که رفتاری عجیب است. ما پیش از این انبساط فلزها در دمای بالا را در شرایطی مشاهده کرده بودیم که فلز به صورت کامل نرم شده بود.
از دیگر ویژگی‌های خاص این فلز می‌توان به مقاومت در برابر تغییر شکل اشاره کرد. میزان انرژی لازم برای تغییر شکل این فلز نسبت به سایر فلزات حدود دو برابر است. خاصیت الاستیسیته بالای این فلز سبب می‌شود تا خاصیت فنری آن افزایش یابد و تغییر شکل‌دادن به آن نیز دشوار شود.
خاصیت ارتجاعی آلیاژها سبب می‌شود تا بتوانند میزان انرژی بیشتری درون خود حفظ کنند. پس گرما تولید نمی‌کنند و میزان خرابی دستگاه‌ها را کاهش می‌دهند. بدین ترتیب استفاده از چنین آلیاژهایی در ساخت دستگاه‌های با دقت بالا مانند ساعت‌ها و زمان‌سنج‌ها بسیار مفید است. از سوی دیگر می‌دانیم که دما در سطح کره ما از ۱۲۲ تا ۲۳۲- درجه سانتی‌گراد متغیر است. پس می‌توان این فلز را به عنوان یکی از بهترین کاندیدهای ساخت قطعات در ارسال به ماه در نظر گرفت.

## کاربردها
بیشترین استفاده از الینوار در فنرهای تعادلی برای ساعت‌های مکانیکی و کرنومترها می‌باشد. دلیل اصلی عدم دقت در ساعت‌ها این است که فولادهای معمولی مورد استفاده در فنرها با افزایش دما کمی خاصیت ارتجاعی خود را از دست می‌دهند، بنابراین چرخ تعادل کندتر به جلو و عقب نوسان می‌کند و ساعت زمان را از دست می‌داد. کرنومترها و ساعت‌های دقیق به چرخ‌های تعادلی پیچیده‌ای نیاز داشتند که دما را جبران می‌کردند تا زمان‌سنجی دقیقی داشته باشند. فنرهای ساخته شده از الینوار و سایر آلیاژهای با ضریب دمای پایین کمتر تحت تأثیر دما قرار گرفتند، بنابراین چرخ تعادل جبران شده با دما را منسوخ کردند.